# Kolorektalcancer
Kolorektalcancer (även känd som tjocktarmscancer, ändtarmscancer, koloncancer eller tarmcancer) är utvecklingen av cancer i kolon eller rektum (delar av tjocktarmen). Detta sker till följd av onormal tillväxt av celler som har förmågan att invadera eller sprida sig till andra delar av kroppen. Symtom kan omfatta blod i avföringen (melena eller hematochezi), slembildning, anemi, förändrade tarmrörelser eller vanor, tarmvred, viktminskning, och en känsla av ständig trötthet. Dessa symptom behöver inte alltid bero på cancer. Tjocktarmscancer kan uppkomma som adenocarcinom, GIST, med mera. Adenocarcinom är det vanligaste. Adenocarcinom kan utvecklas ur benigna adenom.
Kolorektal cancer är den tredje vanligast förekommande cancerformen i världen, efter lung- och bröstcancer, och varje år diagnostiseras 1,2 miljoner personer. Incidensen varierar kraftigt globalt och har kopplats till livsstilen i västvärlden. Kolorektal cancer är vanligast förekommande i Australien, Nya Zeeland och västeuropa medan incidensen i Afrika är betydligt lägre. I Sverige registreras varje år cirka 6 000 nya fall av kolorektalcancer.
De flesta fallen av kolorektal cancer beror på livsstilsfaktorer och ökad ålder. Ett litet antal beror på ärftliga genetiska sjukdomar. Det är vanligare att män drabbas än kvinnor.  Riskfaktorer för kolorektalcancer är viss kosthållning, fetma, rökning och otillräcklig fysisk aktivitet. Dietära faktorer som ökar risken är intag av rött eller processat kött samt alkohol. Andra riskfaktorer är inflammatorisk tarmsjukdom, som Crohns sjukdom eller ulcerös kolit. Några av de ärftliga tillstånden som kan orsaka kolorektal cancer är familjär adenomatös polypos och hereditär icke-polypos kolorektalcancer, men dessa utgör färre än fem procent av fallen. Sjukdomen börjar oftast som en godartad tumör, ofta i form av en tjocktarmspolyp, som över tid omvandlas till cancerceller.
Kolorektalcancer kan diagnostiseras genom att ta ett prov av kolon genom en sigmoideoskopi eller koloskopi. Detta följs sedan av medicinsk avbildning för att avgöra om sjukdomen har spridit sig. Cancerscreening är effektivt på att minska risken för att dö av cancer i kolorektal och är rekommenderat från 50 års ålder fortsatt upp till och med 75 års ålder. Vid koloskopi kan polyper tas bort. Nu finns det ytterligare ett sätt att göra screening för koloncancer nämligen en radiologist metod som heter datortomografi colon. Denna metod kräver en särskilt förberedelse för att tarmen ska vara så ren som möjligt. Acetylsalicylsyra och andra icke-steroida anti-inflammatoriska läkemedel minskar risken. Allmän användning är inte rekommenderat för detta ändamål, på grund av risken för biverkningar.
Behandlingar för kolorektalcancer innefattar en kombination av kirurgi, strålbehandling, kemoterapi och riktad behandling. Cancer begränsad till tjocktarmsväggen kan botas med kirurgi medan cancer som har spridit sig kan behandlas med preoperativ kemoradioterapi (neoadjuvant behandling), kirurgi och därefter postoperativ behandling (adjuvant behandling). En del patienter kan ha utbredd spridning vilket i stor utsträckning gör sjukdomen till obotlig, och behandlingen fokuseras på att förbättra livskvaliteten och begränsa symtomen.
Femårsöverlevnaden i USA är omkring 65 procent. Detta beror dock på hur långt gången cancern är, huruvida cancern kan tas bort med operation, och den drabbades allmänna hälsa. Globalt är tjock- och ändtarmscancer den tredje vanligaste typen av cancer och utgör cirka 10 procent av alla cancerfall. År 2012 diagnosticerades 1,4 miljoner nya fall och det skedde 694 000 dödsfall till följd av sjukdomen. Kolorektalcancer är mer vanligt i de utvecklade länderna, där mer än 65 procent av fallen förekommer. Det är mindre vanligt hos kvinnor än hos män. Femårsöverlevnaden i Sverige är 68 % för kvinnor och något lägre, 64 %, för män.